# 杜任之
杜任之（1905年5月—1988年11月27日），原名杜勤职，又名杜力、杜力夫，曾用力戈、了然、当然，山西省万荣县七庄村人，山西民盟发起人之一，中国近代政治人物。

## 生平
杜任之先后毕业于太原第一中学和北师大附中，肄业于上海复旦大学。在第一次国共合作期间参加中国国民党，积极投身学生运动和上海工人第三次武装暴动，1927年国共合作失败后，加入中国共产党。1928年，赴德国留学，先入柏林大学，同时加入了第三国际领导的“反帝同盟”。后转入哥廷根大学学地质学和化学、弗赖堡大学学经济。1932年夏，又转入法兰克福大学，并加入了德国共产党。
1933年，杜任之返回中国，投奔宋庆龄主持的上海反帝同盟，随即受到指示，以山西公费留德关系回太原策动阎锡山抗日。到太原后，杜任之经留德同学、省府交际处长薛重熙引见给阎锡山，担任太原绥靖公署主任办公室秘书和山西大学文学院讲师。随后，他又秘密担任了第三国际远东局的通讯员。进入阎锡山政府工作后，他组织进步剧社、翻译编写剧本、编印进步刊物和抗日宣传品。1935年春，杜任之借为阎锡山提供参考之名，征得阎的同意，与山大教授周北峰共同发起并组织了“中外语文学会”，创办《中外论坛》学刊，译载国外革命进步报刊文章和马克思主义的学说，曾与吴玉章在巴黎主编的《救国时报》相交换沟通信息。1936年，杜任之积极参与组建牺牲救国同盟会，并担任临时执委会委员。在杜任之和牺盟会的努力下，山西的抗日救亡运动发展起来。1944年夏，杜任之担任山西大学法学院院长。他在山西大学工作期间还兼任过训导长，讲授社会学课程。
1947年，杜任之与王文光、李毓珍组建民盟太原秘密支部，杜任之负责组织工作。他先从进步的师生中发展盟员，吸收季陶达、成恒长、张少苍、田润霖等教授加入民盟，接着又发展了王涛、黄志伦、郭斌才等学生。他还介绍了校外的共产党员和地下工作者梁维书、李祥瑞、尚勉旃、张致中等加入民盟，以便在社会上推动民主运动。同时，他支持李毓珍办《北风》诗刊。
1948年春，杜任之任山西大学教授会主席，组织教授会抵制阎锡山的“誓死保卫太原”签名，为教师争取利益，组织教师罢教，抗议阎锡山特务殴打李毓珍教授，并在危险时刻掩护王文光脱离险境飞往上海。1948年6月，杜任之离开山西到北平，在北平华北学院任教。冬天，策动傅作义起义，在中国共产党的领导下，积极参与和平解放北平工作。

### 人民共和国时期
1949年4月，中国人民解放军占领太原。9月，杜任之回到山西，任山西省人民政府委员、省财经委员会委员兼秘书长。1953年，任山西省商业厅厅长。1956年，杜任之调北京任中国科学院编译出版委员会副主任兼党组书记。1958年，到中国科学院哲学研究所任研究员，创办并主编了《哲学译丛》。同年，在民盟第三次全国代表大会上，被选为民盟第三届中央委员会委员。
1978年，杜任之被选为全国政协第五届委员会委员。1979年，在民盟第四次全国代表大会上，被选为民盟第四届中央委员会委员。1983年，被选为全国政协第六届委员会委员。同年，在民盟第五次全国代表大会上，被选为民盟第五届中央委员会委员，民盟中央参议委员会委员。文化大革命后，担任社会学研究会副会长、政治学研究会副会长和中国现代外国哲学研究会会长。1988年11月27日，在北京协和医院逝世，享年83岁。

## 著作
杜任之的主要论著有《孔子思想精华体系》、《现代西方哲学的基本特点》、《论主观能动性》、《关于现代西方哲学研究和批判方法论问题》，他还主编了两卷本《现代西方著名哲学家述评》等，编译了《分析的时代》。